# Kurilergraven
Kurilergraven er en oceangrav med en maksimal dybde på 10.542 m, der befinder sig langs Kamtjatka-halvøen og sydvestpå langs øgruppen Kurilerne til det nordlige Japan. Graven, der er 2.250 km lang, møder i en såkaldt triple junction Ulak-forkastningen og Aleutergraven fra nord og Japangraven mod syd.
Kurilergraven er dannet ved et pladetektonisk sammenstød, hvor Stillehavspladen er presset ned under den Okhotske Plade langs graven, hvilket har resulteret i kraftig vulkansk aktivitet og har skabt både Kurilerne og Kamtjatka.

## Jordskælv ved det pladetektoniske sammenstød
Større jordskælv i forbindelse med subduktionszonen:
| Dato               | Sted               | Styrke |
| ------------------ | ------------------ | ------ |
| 3. februar 1923    | Kamtjatka, Rusland | 8.4    |
| 2. marts 1933      | Sanriku-oki, Japan | 8.6    |
| 4. november 1952   | Kamtjatka, Rusland | 9.0    |
| 6. november 1958   | Kurilerne, Rusland | 8.4    |
| 13. oktober 1963   | Kurilerne, Rusland | 8.5    |
| 4. oktober 1994    | Kurilerne, Rusland | 8.3    |
| 25. september 2003 | Hokkaidō, Japan    | 8.3    |
| 15. november 2006  | Kurilerne, Rusland | 8.3    |
| 24. maj 2013       | Det Okhotske Hav   | 8.3    |
| 18. juli 2017      | Kamtjatka, Rusland | 7.8    |